# Текле Гайманот II
Текле Гайманот II — негус Ефіопії з Соломонової династії. Був сином Йоганниса II.

## Правління
Став імператором у віці 15 років, коли його батько був отруєний расом Мікаелом, військовим лідером провінції Тиграй. Молодий правитель намагався помститись расу, але той зібрав віддані йому війська та підбурив повстання. 1770 року Мікаел зазнав поразки в одній із битв та був змушений відійти до Гондера, де він був ув'язнений 4 червня 1771 року.
Упродовж перших кількох років свого правління Текле Гайманот перебував у центрі конфлікту між чотирма впливовими аристократами, які створювали союзи один проти одного, часто змінюючи союзників (іноді учорашні вороги ставали щирими друзями, коли цього вимагала власна вигода). Одним із таких союзників удалось визволити з в'язниці Текле Гійоргіса. Утім, за кілька місяців Текле Гайманот переміг противника й повернув собі трон, а Текле Гійоргіс повернувся до в'язниці.
Зрештою така боротьба втомила імператора. 13 квітня 1777 року Текле Гайманот зрікся престолу, став ченцем і помер за кілька місяців.
Незважаючи на політичну нестабільність, у Гондері процвітали мистецтво й наука. До часів правління Текле Гайманота належить будівництво семи церков у столиці та поряд із нею. Найвизначнішою була церква святої Марії (1775), що мала на верхівці куполу величезний бронзовий хрест, що здіймався над усіма будівлями Гондера.